# Г

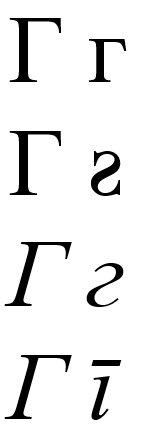
Kyrillischer Buchstabe in moderner Schriftart mit Allographen

Das Ge (Г und г) ist ein Buchstabe im kyrillischen Alphabet, der meistens für den stimmhaften velaren Plosiv [⁠ɡ⁠] verwendet und daher in der Regel mit g umschriftet wird (zu Ausnahmen im Ukrainischen, Belarussischen und Russischen siehe unten).

## Allographe
Die Abbildung oben rechts zeigt in der ersten Zeile Majuskel und Minuskel, die sich nur durch die Größe voneinander unterscheiden und mit dem griechischen großen Gamma identisch sind. Auch die kursive Variante des Großbuchstabens ist lediglich eine schräg gestellte Form des normalen Großbuchstaben. Hingegen entstammt der kursive Kleinbuchstabe der Schreibschrift und hat in verschiedenen Sprachen eine verschiedene Form:
- Die in der zweiten Zeile dargestellte Form  wird im Russischen, Ukrainischen, Belarussischen, Bulgarischen sowie allen nichtslawischen Sprachen verwendet, die das kyrillische Alphabet benutzen.
- Die in der dritten Zeile dargestellte Form  wird im Serbischen und Mazedonischen benutzt.

## Aussprache

### Bulgarisch
Im Bulgarischen ist die übliche Aussprache des г ein stimmhafter velarer Plosiv [⁠ɡ⁠]. Am Wortende und vor stimmlosen Konsonanten wird es durch Auslautverhärtung bzw. Assimilation zu [⁠k⁠].

### Russisch

#### Grundregeln
Im Russischen ist die übliche Aussprache des г ein stimmhafter velarer Plosiv [⁠ɡ⁠]. Am Wortende und vor stimmlosen Konsonanten wird es durch Auslautverhärtung bzw. Assimilation zu [⁠k⁠]. Vor е (e) und и (i) (sowie selten ё (jo) und ausschließlich in Fremdwörtern ю (ju), я (ja) und dem Weichheitszeichen ь) steht г für das palatalisierte Phonem [ɡʲ].

#### Sonderfälle
- In dem Wort его (jego) ‘ihn; seiner; sein’ und in den Genitiv- und Akkusativ-Endungen -ого (-ogo) und -его (-ego) wird г als [⁠v⁠] ausgesprochen und daher in der Duden-Transkription auch so umschriftet: его → jewo.
- Durch Dissimilation kann g vor einem ähnlichen Plosiv zu einem Frikativ werden:

- In der Kombination гк (gk) wird г als stimmloser velarer Frikativ [⁠x⁠] ausgesprochen, wobei die Palatalisierung des к (k) auch auf das г [xʲ] übertragen wird. Dies kommt praktisch nur in Formen der Wörter мягкий (mjagki) ‘weich’ und лёгкий (ljogki) ‘leicht’ vor.
- Manche Sprecher sprechen in Wörtern mit dem temporalen Suffix -гда (-gda) (zum Beispiel когда (kogda) ‘wann’ oder всегда (wsegda) ‘immer’) einen stimmhaften velaren Frikativ [⁠ɣ⁠].

- In einigen Wörtern der religiösen Sphäre wird auch im Alltag die Aussprache des Russisch-Kirchenslawischen benutzt, die ihrerseits unter ruthenischem Einfluss entstanden ist:

- Der Nominativ Singular Бог (Bog) ‘Gott’ wird [bɔx] gesprochen (sowie manchmal der Genitiv Plural благ (blag) zu благо (blago) ‘Heil’ als [blax]).
- In den übrigen Kasusformen von Бог (Bog) ‘Gott’ und von благо (blago) ‘Heil’ wird г als stimmhafter velarer Frikativ [⁠ɣ⁠] realisiert. Dies gilt auch für Komposita mit diesen Bestandteilen, wenn diese ebenfalls religiöse Bedeutung haben, zum Beispiel благословить (blagoslowit) ‘segnen’.
- Der Anlaut des Wortes господь (gospod) ‘Herr (d. h. Gott)’ und seiner Kasusformen ist ein stimmhafter glottaler Frikativ [⁠ɦ⁠] (also ein stimmhaftes [⁠h⁠]).

- In einigen Interjektionen wird г verwendet, um ein stimmhaftes h [⁠ɦ⁠] auszudrücken, zum Beispiel ага (aga) ‘aha’ oder угу (ugu) ‘hm (bejahend)’.

#### Dialektale und historische Aussprache
In den südrussischen Dialekten wird Г, ebenso wie im Ukrainischen und Belarussischen frikativ gesprochen.
Die russische Aussprachenorm wurde im 17. Jahrhundert stark von der ruthenischen Aussprache im Gebiet der heutigen Ukraine und Belarus beeinflusst. Dazu gehörte auch die Durchsetzung der frikativen Aussprache des *g als [⁠ɣ⁠]. Diese Aussprache hat sich bis heute im Kirchenslawisch der orthodoxen Liturgie gehalten.
Diese frikative Aussprache ist die Grundlage für die traditionelle Transkription einiger westlicher Namen mit г für h, die bis heute als Exonyme Teil der russischen Sprache sind, zum Beispiel Гамбург (Gamburg) für Hamburg, Ганновер (Gannower) für Hannover, Генрих Гейне (Genrich Gejne) für Heinrich Heine oder Георг Вильгельм Фридрих Гегель (Georg Wilgelm Fridrich Gegel) für Georg Wilhelm Friedrich Hegel. Diese werden inzwischen jedoch auch mit plosivem [⁠ɡ⁠] gesprochen. Bei heute neu entlehnten Wörtern wird westliches h daher mit х (ch) wiedergegeben, zum Beispiel хот дог (chot dog) für Hot Dog oder Герхард Шрёдер (Gerchard Schrjoder) für Gerhard Schröder. Im Russischen seit langem bekannte Vornamen, die traditionell mit г umschriftet werden, werden aber auch bei modernen Personen beibehalten, so etwa bei Гельмут Коль (Gelmut Kol) für Helmut Kohl.

### Ukrainisch
Im Ukrainischen hat sich der urslawische Laut *g zu einem stimmhaften h [⁠ɦ⁠] entwickelt, ohne dass die Notwendigkeit bestanden hat, den dafür verwendeten Buchstaben г zu ändern. Daher wird der ukrainische Buchstabe г mit h umschriftet.
Für den in Fremd- und Lehnwörtern sowie in wenigen Interjektionen vorkommenden Laut [⁠ɡ⁠] wird der Buchstabe ґ verwendet.

### Belarussisch
Ähnlich wie im Ukrainischen hat das *g auch im Belarussischen eine frikative Aussprache, und zwar entweder als stimmhaftes h [⁠ɦ⁠] oder als frikatives g [⁠ɣ⁠]. Auch der belarussische Buchstabe г wird daher mit h transkribiert.
Ebenso gibt es auch einige Wörter, die mit [⁠ɡ⁠] gesprochen werden (sollen), jedoch gibt es anders als im heutigen Ukrainischen keinen speziellen Buchstaben ґ, um diese Aussprache anzuzeigen, sodass [⁠ɡ⁠] eine mögliche Aussprache des Buchstabens г ist.

## Geschichte
Das г (links in einer alten Schrifttype) ist direkt aus dem griechischen Buchstaben Gamma (Γ γ) entstanden (genauer: aus der griechischen Unzialschrift, auf die der heutige griechische Großbuchstabe Γ zurückgeht). Zur weiteren Herkunft dieses Buchstaben siehe C.

## Glagolitisch
Für den glagolitischen Buchstaben  (der in der kroatischen, eckigen Schrift die Form  hat und als Auszeichnungsform ) ist postuliert worden, dass er aus dem griechischen Minuskel-Gamma γ entstanden sei. Heute tendiert die Mehrheit der Forscher aber dazu, die glagolitische Schrift nicht als Weiterentwicklung einer anderen Schrift, sondern als originelle Erfindung Konstantin-Kyrills anzusehen. Das schließt nicht aus, dass dieser sich bei einzelnen Buchstaben von ihm bekannten Vorbildern inspirieren ließ, so vielleicht auch hier.

## Zahlenwert
Im kyrillischen Zahlensystem stellt das г, ebenso wie das griechische Gamma, die 3 dar. Im glagolitischen System hingegen hat das  als vierter Buchstabe des Alphabets den Wert 4.

## Name
In den modernen slawischen Sprachen wird der Buchstabe г beim Buchstabieren als [ɡə] (so vor allem bulgarisch) oder [ɡɛ] (unter anderem russisch) bzw. [ɦɛ] (ukrainisch und belarussisch) gelesen.
Im Kirchenslawischen hat er hingegen den tradierten Namen „глаголи“ (glagoli), welches eigentlich der Imperativ ‘sprich!’ ist. Dieser Name gehörte vermutlich zu einem Spruch, der dazu diente, sich die Reihenfolge der Buchstaben zu merken (vgl. Kyrillisches Alphabet).

## Zeichenkodierung
| Standard  | Standard    | Majuskel Г                  | Minuskel г                |
| --------- | ----------- | --------------------------- | ------------------------- |
| Unicode   | Codepoint   | U+0413                      | U+0433                    |
| Unicode   | Name        | CYRILLIC CAPITAL LETTER GHE | CYRILLIC SMALL LETTER GHE |
| UTF-8     | UTF-8       | D0 93                       | D0 B3                     |
| XML/XHTML | dezimal     | &#1043;                     | &#1075;                   |
| XML/XHTML | hexadezimal | &#x0413;                    | &#x0433;                  |